# عبد الرحمن صالح الشثري
عبد الرحمن بن صالح الشَّثْري (1944 - 11 يوليو 2025 ) كاتب صحفي سعودي، ومدير العَلاقات العامَّة في وِزارة الحرس الوطني السعودي، وناشط اجتماعي.

## اسمه ونسبه
هو عبد الرحمن بن صالح بن محمد بن عبد العزيز بن إبراهيم بن حمد بن محمد بن حمد بن محمد بن مفلح بن فهد بن غانم بن محمد بن سيف بن حماد بن محمد بن رشيد بن مؤمل بن محمد بن شَثْر بن محمد بن مؤمل من بني زياد من عامر بن صعصعة بن معاوية بن بكر بن هوازن بن منصور بن عكرمة بن خصفة بن قيس عيلان بن مضر بن نزار بن مَعَد بن عدنان.

## مولده ونشأته
وُلد عبد الرحمن بن صالح الشَّثْري عام 1363هـ/ 1944م، في حوطة بني تميم، وعاش يتيمًا بعد فقد والده قبل أن يتمَّ الخامسة من عمره، ثم فقد والدته فاطمة بنت عبد الرحمن الشثري إثر حادث سير على طريق الحِجاز وهو في الثامنة عشرة من عمره، وكان تُوفي جميع إخوته قبل ولادته.
نشأ بين أخواله وأعمامه، ومنهم الشيخ عبد العزيز أبو حبيب، والشيخ عبد الرحمن بن محمد الشثري، والشيخ عبد العزيز بن عبد الرحمن الشثري، الذين كان لهم فضل في رعايته وتوجيهه. تلقَّى تعليمه الابتدائي في الحوطة، ثم انتقل إلى المعهد العلمي في الرياض، حيث أكمل دراسته حتى حصل على الشهادة الثانوية.

## وظائفه وأعماله
بدأ شغفه بالصِّحافة مبكرًا، فمع صدور جريدة الجزيرة الأسبوعية في 20 صفر 1384هـ (30 يونيو 1964م)، التحقَ بها مراسلًا صَحَفيًّا. ثم انتقل إلى جريدة الرياض عند صدورها في مطلع 1385هـ، وبرز في الكتابة عن الشأن المحلِّي للأخبار والتقارير والمقالات التحليلية.
ثم انتقل إلى العمل الرسمي، فالتحقَ بـرئاسة الحرس الوطني، فعمل سكرتيرًا للعَلاقات العامَّة، ثم مديرًا للعَلاقات العامَّة، حتى أصبح رئيسًا لتحرير مجلة الحرس الوطني منذ صدورها في منتصف 1400هـ، واستمرَّ في هذا المنصب مدَّة أربعة عشر عامًا حتى عام 1414هـ، وأسهم في تطوير المجلة وتعزيز حضورها الإعلامي.

## مبادراته
لم يكن اهتمامه محصورًا في الصحافة والعمل الإداري، بل كان صاحب مبادرات بارزة في تنمية مسقط رأسه الحوطة. ومنذ شبابه كان يسعى لخدمة مجتمعه، فقد طالب المسؤولين بتحسين البنية التحتية والخِدْمات في المدينة. ومن أبرز إنجازاته:
- افتتاح أول مكتبة لبيع الكتب في الحوطة.
- الإسهام في افتتاح المكتبة العامَّة.
- السعي في افتتاح مدارس لتعليم البنات.
- دعم إنشاء مكاتب للأحوال المدنية والجوازات وكتابة العدل.
- الإسهام في إنشاء مركز لغَسْل الكُلى ومستشفى لخدمة الأهالي.
- إلقاء كلمة الأهالي أمام لجنة الوكلاء للمطالبة بتحسين الخِدْمات.
- الإسهام في إنشاء نادي الأنوار الرياضي ودعمه رياضيًّا واجتماعيًّا.

## معاناته الصحية وعمله الخيري
في 1417هـ، أصيب بالفشل الكلوي، حيث كان يعاني من قصور في وظائف الكلى لعدة سنوات قبل أن يصل إلى مرحلة الغسيل الكلوي. وبعد عام واحد، خضع لعملية زراعة كلية في مستشفى الملك فهد بالحرس الوطني بالرياض.
لم تتوقف همته عند معاناته الصحية، بل قادته تجربته إلى مبادرة إنسانية عظيمة، حيث كتب مقالات وشارك في برنامج تلفزيوني حول معاناة مرضى الفشل الكلوي، مما دفعه إلى اقتراح إنشاء جمعية تعنى برعاية مرضى الفشل الكلوي على الملك سلمان بن عبد العزيز، الذي تبنى الفكرة وأسهم في تأسيس جمعية الأمير فهد بن سلمان لرعاية مرضى الفشل الكلوي. كما كان الشيخ عبدالرحمن عضوًا في الجمعية خلال مراحلها الأولى، مساهمًا بخبرته وجهوده في دعم أنشطتها وتطوير خدماتها.
وبفضل الله ثم بدعم خادم الحرمين الشريفين الملك سلمان بن عبدالعزيز -حفظه الله-، توسعت الجمعية ليشمل نشاطها مختلف مناطق المملكة.
ظل الشيخ عبدالرحمن شخصية مؤثرة في مجتمعه، متنقلًا بين الصحافة والعمل الإداري والتنمية المحلية والعمل الخيري، ليترك بصمة راسخة في كل مجال خاضه.

## أسرته
تزوَّج ابنة ابن عمِّه الشيخ عبد الله بن عبد الرحمن الشثري، ورُزق منها تسعة أولاد، خمسة أبناء: هشام، وفيصل، وسعود، وماجد، وطلال. وأربع بنات: مشاعل، وفوزية، وحورية، والجوهرة.

## وفاته
توفي عبد الرحمن الشثري بمدينة الرياض، ظهر يوم الجمعة 16 المحرَّم 1447هـ الموافق 11 يوليو (تَمُّوز) 2025م، بعد معاناة طويلة مع المرض، وصُلِّي عليه بجامع الملك خالد بحيِّ أمِّ الحَمام، ودُفن بمقبرة عَرْقة في الرياض بعد عصر السبت 12 يوليو 2025، وحضر جِنازته والصلاة عليه نائبُ أمير منطقة الرياض وعددٌ من الأمراء والعلماء والوجهاء.